# 宽萼滇紫草
宽萼滇紫草（学名：Onosma lycopsioides）是紫草科滇紫草属的植物。分布在印度、泰国以及中国大陆的云南等地，生长于海拔1,600米至3,000米的地区，多生长在湿润高山灌丛草坡，目前尚未由人工引种栽培。